# Provincia di Quillota
La provincia di Quillota è una delle otto province della regione cilena di Valparaíso, il capoluogo è la città di Quillota.

## Comuni
La provincia è suddivisa in cinque comuni:
- Quillota
- La Calera
- Nogales
- Hijuelas
- La Cruz.

Prima dell'istituzione della provincia di Marga Marga, la provincia comprendeva anche i comuni di Limache e di Olmué.